# Fernando Gaibor
Fernando Vicente Gaibor Orellana (ur. 8 października 1991 w Montalvo) – ekwadorski piłkarz występujący na pozycji pomocnika w ekwadorskim klubie Barcelona SC oraz w reprezentacji Ekwadoru. Znalazł się w kadrze na Copa América 2016.